# Outlawz
Outlawz, cunoscuți în trecut ca Outlaw Immortalz și Dramacydal, este o trupă americană de hip hop. A fost fondată de Tupac Shakur la finalul anului 1995 după ce a ieșit din pușcărie.

## Legături externe
- Official Website
- Outlawz' channel pe YouTube
- Outlawz discografia la Discogs